# Amstel Gold Race 2018
De wielerwedstrijd Amstel Gold Race werd in 2018 verreden op zondag 15 april. De wedstrijd voor de mannen maakte deel uit van de UCI World Tour van dit seizoen en die voor de vrouwen van de UCI Women's World Tour van dit seizoen. De titelverdediger bij de mannen was Philippe Gilbert, bij de vrouwen was dat Anna van der Breggen. Zij werden respectievelijk opgevolgd door Michael Valgren en regerend wereldkampioene Chantal Blaak.

## Mannen

### Deelnemers
Per team mochten zeven renners worden opgesteld, wat het totaal aantal deelnemers op 175 bracht.
| 18 UCI World Tour-ploegen | 18 UCI World Tour-ploegen | 18 UCI World Tour-ploegen | 7 wildcards                 |
| ------------------------- | ------------------------- | ------------------------- | --------------------------- |
| AG2R La Mondiale          | EF Education First-Drapac | Mitchelton-Scott          | Aqua Blue Sport             |
| Astana                    | Groupama-FDJ              | Quick-Step Floors         | Israel Cycling Academy      |
| Bahrein-Merida            | Team Katjoesja Alpecin    | Team Sky                  | Nippo-Vini Fantini          |
| BMC Racing Team           | LottoNL-Jumbo             | Sunweb                    | Roompot-Nederlandse Loterij |
| BORA-hansgrohe            | Lotto Soudal              | Trek-Segafredo            | Sport Vlaanderen-Baloise    |
| Dimension Data            | Movistar                  | UAE Team Emirates         | Vital Concept Cycling Club  |
|                           |                           |                           | Wanty-Groupe Gobert         |
|                           |                           |                           |                             |

### Uitslag
| Plaats  | Naam               | Ploeg                       |          |
| ------- | ------------------ | --------------------------- | -------- |
| Winnaar | Michael Valgren    | Astana Pro Team             | 6u34'25" |
| 2       | Roman Kreuziger    | Mitchelton-Scott            | z.t.     |
| 3       | Enrico Gasparotto  | Bahrain-Merida              | + 2"     |
| 4       | Peter Sagan        | BORA-hansgrohe              | + 19"    |
| 5       | Alejandro Valverde | Movistar Team               | z.t.     |
| 6       | Tim Wellens        | Lotto Soudal                | z.t.     |
| 7       | Julian Alaphilippe | Quick-Step Floors           | z.t.     |
| 8       | Jakob Fuglsang     | Astana Pro Team             | + 23"    |
| 9       | Lawson Craddock    | Education First-Drapac      | + 30"    |
| 10      | Jelle Vanendert    | Lotto Soudal                | + 36"    |
|         |                    |                             |          |
| 21      | Oscar Riesebeek    | Roompot-Nederlandse Loterij | + 56"    |

## Vrouwen
Voor de tweede maal op rij, en voor de vijfde keer in totaal, werd er een "Ladies Edition" georganiseerd naast de mannenwedstrijd.

### Parcours

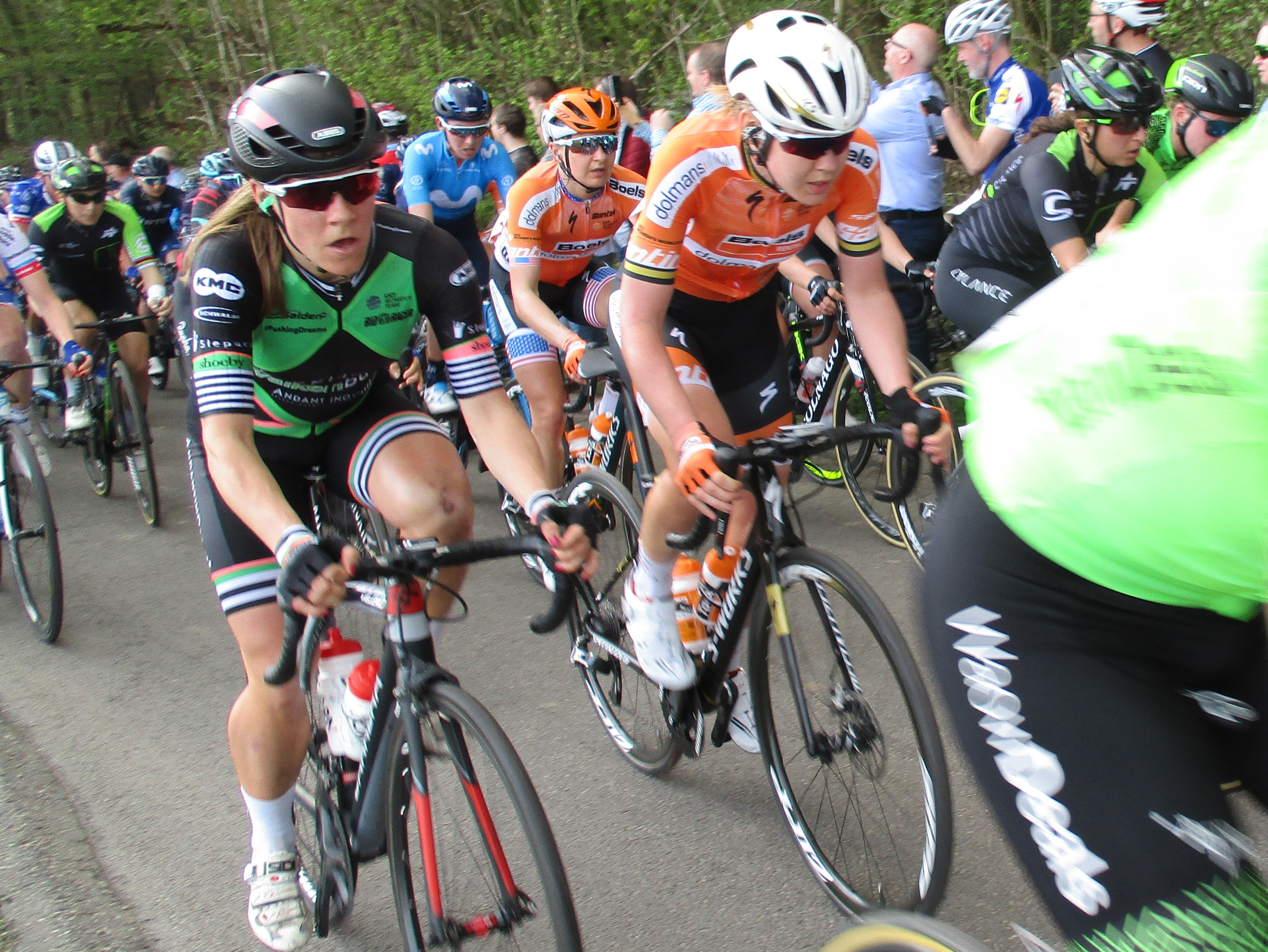
Compleet peloton met Anna van der Breggen over de Eyserbosweg.

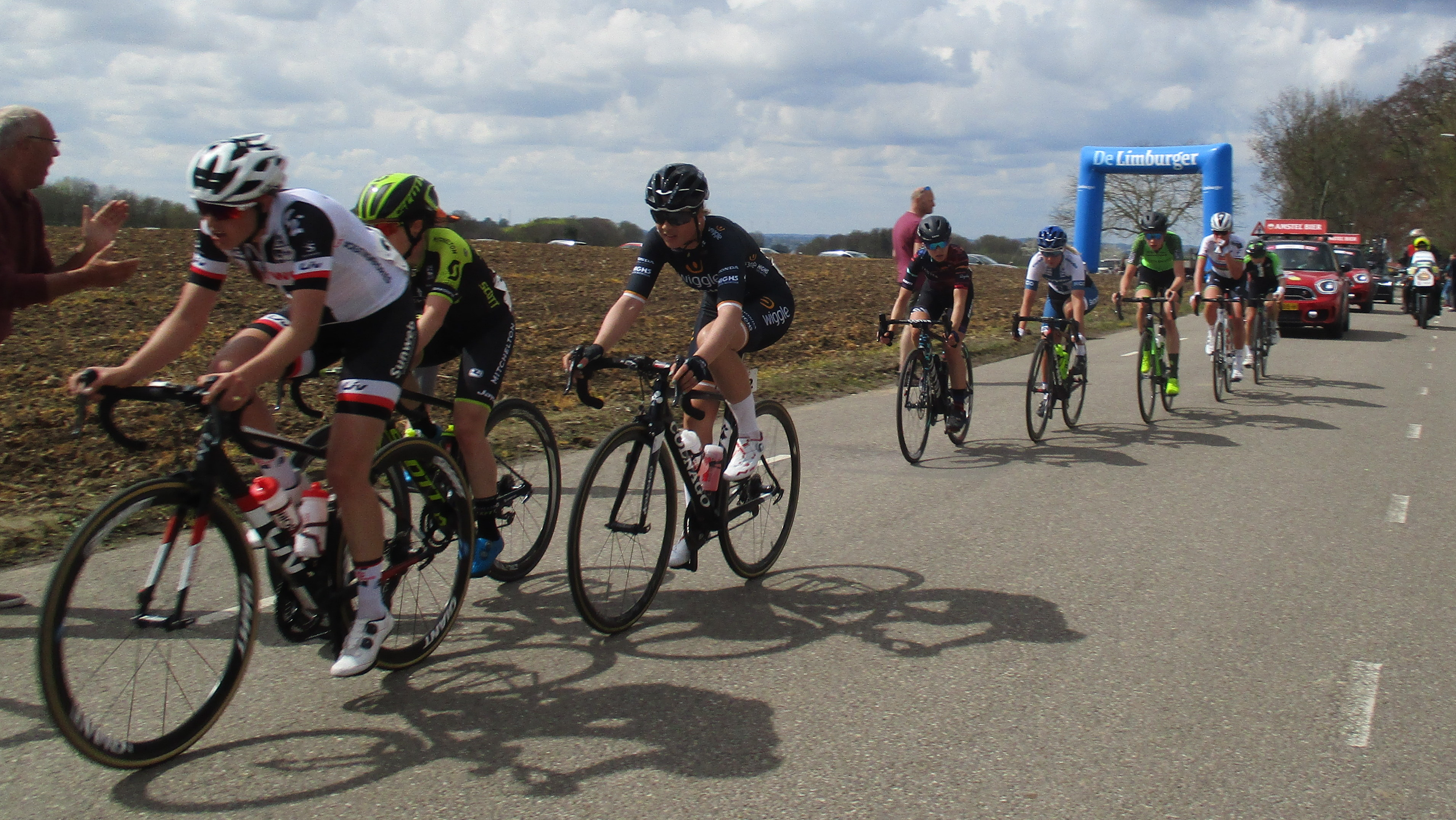
De kopgroep van acht, geleid door Lucinda Brand.

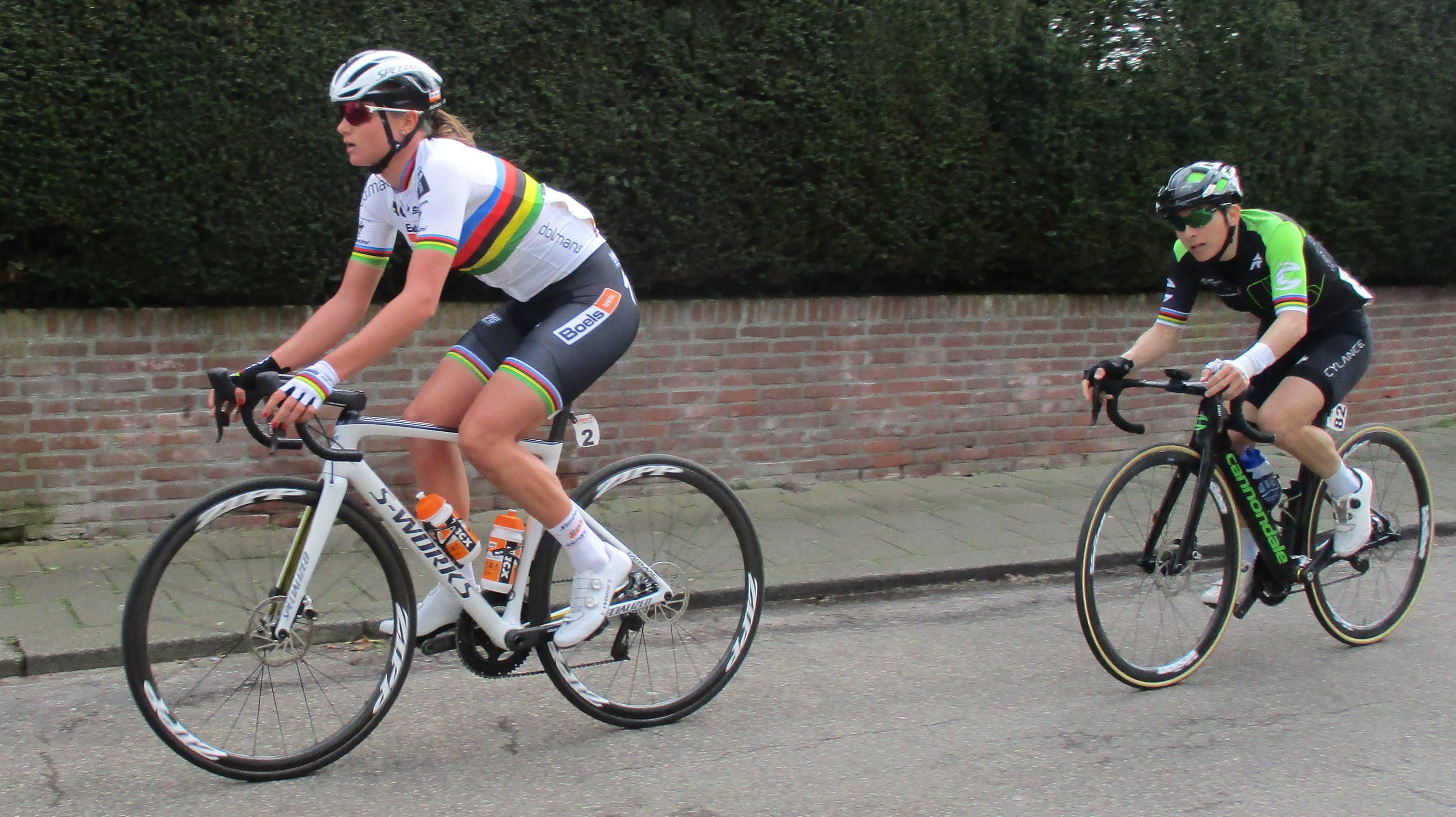
Chantal Blaak in de kopgroep.

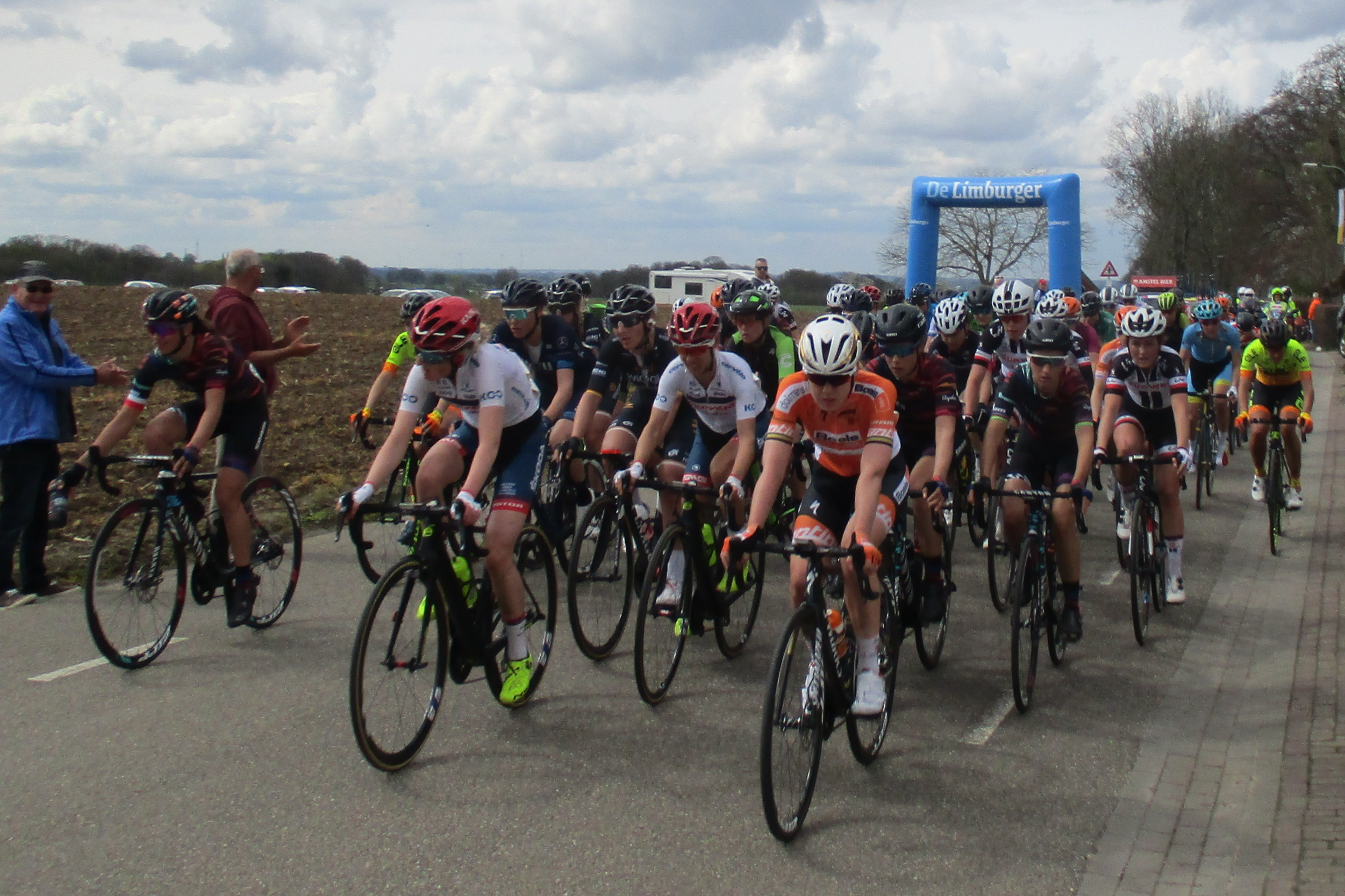
Titelverdedigster Van der Breggen beschermt de vlucht in het peloton.

Het parcours bestond uit een grote ronde door het Limburgse Heuvelland en drie omlopen door Berg en Terblijt en Bemelen.

### Deelnemers
Per team mochten zes renners worden opgesteld, wat het totaal aantal deelnemers op 132 bracht.
| UCI-teams        | UCI-teams                          | UCI-teams               |
| ---------------- | ---------------------------------- | ----------------------- |
| Boels Dolmans    | Cylance                            | Lotto Soudal Ladies     |
| Mitchelton-Scott | FDJ Nouvelle-Aquitaine Futuroscope | Trek-Drops              |
| Team Sunweb      | BTC City Ljubljana                 | Movistar Team           |
| Cervélo-Bigla    | Hitec Products                     | Parkhotel Valkenburg    |
| Canyon-SRAM      | Astana                             | Aromitalia Vaiano       |
| Wiggle High5     | Team Virtu                         | Doltcini-Van Eyck Sport |
| Waowdeals        | Valcar PBM                         |                         |
| Alé Cipollini    | Experza-Footlogix                  |                         |

### Koersverloop
Pas aan het eind van de grote ronde, tijdens de beklimming van de Keutenberg, brak het peloton in stukken en ontstond er een kopgroep van acht rensters: de Australische Amanda Spratt (Mitchelton-Scott), de Italiaanse Giorgia Bronzini (Cylance), de Française Audrey Cordon-Ragot (Wiggle High5), de Finse Lotta Lepistö (Cervélo-Bigla), de Amerikaanse Alexis Ryan (Canyon-SRAM) en drie Nederlanders: Lucinda Brand (Sunweb), Riejanne Markus (Waowdeals) en wereldkampioene Chantal Blaak (Boels Dolmans). Hun voorsprong bleef lange tijd rond de twee minuten. Tijdens de voorlaatste beklimming van de Cauberg versnelde Blaak en zij kreeg Ryan en Spratt mee. Aan de voet van de Geulhemmerberg sloten Brand, Markus en Cordon-Ragot aan. Deze laatste versnelde tijdens de beklimming, maar werd weer ingerekend. In Bemelen demarreerde Markus, maar ook zij werd weer ingelopen; ze hield er wel de prijs voor de strijdlust aan over, de "Herman Krott-award". Intussen werden in het peloton alle aanvallen (van o.a. Janneke Ensing en Rozanne Slik) afgeslagen en het tempo gedrukt door met name Team Sunweb en Boels Dolmans. Aan de voet van de laatste keer Cauberg sloten Bronzini en Lepistö aan, maar zij moesten direct weer lossen toen Brand een aanval plaatste, gevolgd door een aanval van Spratt en wederom van Brand. Blaak was de enige die hen beide kon volgen en ze versloeg Brand in de sprint. Eugenia Bujak won de sprint van het uitgedunde peloton, voor Europees kampioene Marianne Vos.

### Uitslag
| Plaats  | Naam             | Ploeg                   |          |
| ------- | ---------------- | ----------------------- | -------- |
| Winnaar | Chantal Blaak    | Boels Dolmans           | 3u24'17" |
| 2       | Lucinda Brand    | Team Sunweb             | z.t.     |
| 3       | Amanda Spratt    | Mitchelton-Scott        | +03"     |
| 4       | Riejanne Markus  | Waowdeals               | +04"     |
| 5       | Alexis Ryan      | Canyon-SRAM             | +06"     |
| 6       | Audrey Cordon    | Wiggle High5            | +14"     |
| 7       | Giorgia Bronzini | Cylance                 | +41"     |
| 8       | Lotta Lepistö    | Cervélo-Bigla           | +56"     |
| 9       | Eugenia Bujak    | BTC City Ljubljana      | +1'30"   |
| 10      | Marianne Vos     | Waowdeals               | z.t.     |
|         |                  |                         |          |
| 22      | Sofie De Vuyst   | Doltcini-Van Eyck Sport | z.t.     |

1966 · 1967 · 1968 · 1969 · 1970 · 1971 · 1972 · 1973 · 1974 · 1975 · 1976 · 1977 · 1978 · 1979 · 1980 · 1981 · 1982 · 1983 · 1984 · 1985 · 1986 · 1987 · 1988 · 1989 · 1990 · 1991 · 1992 · 1993 · 1994 · 1995 · 1996 · 1997 · 1998 · 1999 · 2000 · 2001 · 2002 · 2003 · 2004 · 2005 · 2006 · 2007 · 2008 · 2009 · 2010 · 2011 · 2012 · 2013 · 2014 · 2015 · 2016 · 2017 · 2018 · 2019 · 2020 · 2021 · 2022 · 2023 · 2024

Lijst van beklimmingen
 Tour Down Under ·
 Great Ocean Road Race ·
 Ronde van Abu Dhabi ·
 Omloop Het Nieuwsblad ·
 Strade Bianche ·
 Parijs-Nice · 
 Tirreno-Adriatico · 
 Milaan-San Remo ·
 Ronde van Catalonië ·
 Gent-Wevelgem ·
 Dwars door Vlaanderen ·
 E3 Harelbeke ·
 Ronde van Vlaanderen ·
 Ronde van het Baskenland ·
 Parijs-Roubaix ·
 Amstel Gold Race ·
 Waalse Pijl ·
 Luik-Bastenaken-Luik ·
 Ronde van Romandië ·
 Eschborn-Frankfurt ·
 Ronde van Italië ·
 Ronde van Californië ·
 Critérium du Dauphiné ·
 Ronde van Zwitserland ·
 Ronde van Frankrijk ·
 RideLondon Classic ·
 Clásica San Sebastián ·
 Ronde van Polen ·
  BinckBank Tour ·
 Ronde van Spanje ·
 EuroEyes Cyclassics ·
 Bretagne Classic ·
 GP van Quebec ·
 GP van Montreal ·
 Ronde van Lombardije ·
 Ronde van Turkije ·
 Ronde van Guangxi
 Strade Bianche ·
 Ronde van Drenthe ·
 Trofeo Alfredo Binda-Comune di Cittiglio ·
 Driedaagse van De Panne-Koksijde ·
 Gent-Wevelgem ·
 Ronde van Vlaanderen ·
 Amstel Gold Race ·
 Waalse Pijl ·
 Luik-Bastenaken-Luik ·
 Ronde van Chongming ·
 Ronde van Californië ·
 Emakumeen Bira ·
 The Women's Tour ·
 Ronde van Italië voor vrouwen ·
 La Course by Le Tour de France ·
 RideLondon Classic ·
 Open de Suède Vårgårda ·
 Ronde van Noorwegen ·
 Bretagne Classic ·
 Boels Rental Ladies Tour ·
 La Madrid Challenge by La Vuelta ·
 Ronde van Guangxi